# Наскафтым
Наскафты́м (также Никольское, Наксавтым, Наксафтым) — мордовское (мокша и эрзя) село в Шемышейском районе Пензенской области, центр сельсовета.

## Этимология названия
Местное название — Наскафтум («гнилой дуб»); другое объяснение названия — от дохристианского личного мужского имени у мордвы — Наскафтым.

## География
Находится в 16 км к северо-востоку от пгт Шемышейка, на равнине по обе стороны большого оврага, вершины речки Наскафтымка, левом притоке реки Колдаис (бассейн Суры), высота центра над уровнем моря — 228 м.

## История
Село было основано между 1687 г. и 1692 г. ясачными мордвинами из сёл Турдаково и Сыресево (ныне Мордовия), собранными для строительства и обеспечения жизнедеятельности сызранско-пензенской (которая так не была достроена), а затем и петровской оборонительных линий, свидетельство чему — большое численное превосходство мужского населения.
По данным на 1709 год, Наскафтым — описан как деревня «на речке Усть Гермень» Узинского стана Пензенского уезда из 125 дворов, с населением из 370 человек мужского пола и 175 — женского пола. В августе 1717 года деревня была полностью уничтожена во время т. н. «кубанского погрома», в результате которого, было взято в плен много людей, из них — 75 мужчин (и убито — 7) и 33 женщины (и убито — 3). По данным 1748 года, население деревни составляет 173 «ревизских души». В 1752 году была построена церковь Николая Чудотворца (отсюда второе название села — Никольское).
С 1780 года Наскафтым — центр одноимённой волости Кузнецкого уезда Саратовской губернии, в 1795 году записано, как село Никольское (упомянуто и как Наскафтым) из 186 дворов и 435 «ревизских душ казенных крестьян». С 1843 года в селе действовала церковно-приходская школа, с 1876 — участковая земская больница. Земледелие, ремесла, связанные с изготовлением изделий из дерева. На 1877 год — 293 двора, церковь, школа, больница, постоялый двор, 2 ярмарки, в 1911 году — 447 дворов, церковь, 2 школы (церковно-приходская и министерская), больница, ветеринарный пункт, базар, ярмарка.
По декрету ВЦИК от 12 ноября 1923 года Наскафтым стал центром укрупненной волости Кузнецкого уезда, в 1926 году была открыта школа крестьянской молодежи, в 1938 г. — средняя школа. С 1928 г. по 1932 г. он был районным центром Наскафтымского района Средневолжской области (фактически районное руководство базировалось в Шемышейке), а с 1932 года — центр Шемышейского района.
В 1929 г. здесь был организован колхоз имени Калинина, в тридцатые годы — совхоз «Выдвиженец» (выдвиженцы — неологизм тридцатых годов: лица, выдвинутые по социальному и национальному признаку из бедноты, молодых членов ВКП (б) и комсомола на руководящие должности). В 1939 г. свиносовхоз «Выдвиженец» Наркомата сельского хозяйства РСФСР, 220 рабочих и специалистов, 19 тракторов, 4 комбайна, 3 грузовых автомашины, 234 головы КРС, 1375 свиней, земельный фонд 4068 га (Пензенская область. Краткий экономико-стат. сб. Пенза, 1941). В 1958 г. колхоз и совхоз объединили под общим названием совхоз «Выдвиженец» (зерновые, кормовые культуры, хмель, мясо-молочное животноводство).

## Население
| 1709  | 1718  | 1748  | 1795  | 1859  | 1877  | 1886  |
| ----- | ----- | ----- | ----- | ----- | ----- | ----- |
| 545   | ↘435  | ↘346  | ↗870  | ↗1866 | ↗2212 | ↗2228 |
| 1897  | 1911  | 1926  | 1930  | 1939  | 1959  | 1970  |
| ↗2615 | ↗2890 | ↗3630 | ↘3622 | ↘2644 | ↘2084 | ↘2000 |
| 1979  | 1989  | 1998  | 2002  | 2004  | 2010  |       |
| ↘1634 | ↘1193 | ↘1060 | ↘955  | ↘902  | ↘867  |       |

## Инфраструктура
Пивной завод местного значения (в настоящее время — демонтирован), маслобойка, отделение связи, ясли-сад, больница, библиотека, средняя школа, дом культуры, дом инвалидов.

## Памятники
- Обелиск воинам-землякам, погибшим в годы Великой Отечественной войны.